# Stanislav Zabrodsky
Stanislav Viacheslavovych Zabrodsky (en ucraniano: Станіслав Вячеславович Забродський; Járkov, URSS, 1 de enero de 1962) es un deportista ucraniano que compitió para la Unión Soviética y Kazajistán en tiro con arco, en la modalidad de arco recurvo.
Ganó cuatro medallas en el Campeonato Mundial de Tiro con Arco al Aire Libre entre los años 1981 y 1993, y una medalla de bronce en el Campeonato Mundial de Tiro con Arco en Sala de 1993.
Además, obtuvo cinco medallas en el Campeonato Europeo de Tiro con Arco al Aire Libre entre los años 1982 y 1992, y dos medallas en el Campeonato Europeo de Tiro con Arco en Sala, en los años 1989 y 1996.
Participó en cuatro Juegos Olímpicos de Verano, entre los años 1992 y 2004, ocupando el octavo lugar en Barcelona 1992 y el séptimo en Atlanta 1996 y Sídney 2000, en la prueba de equipo.

## Palmarés internacional
| Representando a la URSS          |                     |                   |            |
| Campeonato Mundial al Aire Libre |                     |                   |            |
| Año                              | Lugar               | Medalla           | Prueba     |
| 1981                             | Punta Ala (Italia)  | Medalla de bronce | Equipo     |
| 1989                             | Lausana (Suiza)     | Medalla de oro    | Individual |
| 1989                             | Lausana (Suiza)     | Medalla de oro    | Equipo     |
| Campeonato Europeo al Aire Libre |                     |                   |            |
| Año                              | Lugar               | Medalla           | Prueba     |
| 1982                             | Kecskemét (Hungría) | Medalla de plata  | Equipo     |
| 1990                             | Barcelona (España)  | Medalla de oro    | Individual |
| 1990                             | Barcelona (España)  | Medalla de oro    | Equipo     |
| Campeonato Europeo en Sala       |                     |                   |            |
| Año                              | Lugar               | Medalla           | Prueba     |
| 1989                             | Atenas (Grecia)     | Medalla de oro    | Equipo     |
| Representando a la CEI           |                     |                   |            |
| Campeonato Europeo al Aire Libre |                     |                   |            |
| Año                              | Lugar               | Medalla           | Prueba     |
| 1992                             | La Valeta (Malta)   | Medalla de oro    | Equipo     |
| 1992                             | La Valeta (Malta)   | Medalla de plata  | Individual |
| Representando a Ucrania          |                     |                   |            |
| Campeonato Mundial al Aire Libre |                     |                   |            |
| Año                              | Lugar               | Medalla           | Prueba     |
| 1993                             | Antalya (Turquía)   | Medalla de bronce | Individual |
| Campeonato Mundial en Sala       |                     |                   |            |
| Año                              | Lugar               | Medalla           | Prueba     |
| 1993                             | Perpiñán (Francia)  | Medalla de bronce | Individual |
| Campeonato Europeo en Sala       |                     |                   |            |
| Año                              | Lugar               | Medalla           | Prueba     |
| 1996                             | Mol (Bélgica)       | Medalla de bronce | Equipo     |